# Панцирник міссісіпський
Панцирник міссісіпський (Atractosteus spatula) — вид панцирникоподібних риб.

## Поширення
Вид поширений в басейні нижньої течії річки Міссісіпі та вздовж узбережжя Мексиканської затоки південної частини США та Мексики. Мешкає у водоймах з повільною течією.

## Опис
Одна з найбільших прісноводних риб Північної Америки. Окремі екземпляри доростають до 2,5 м завдовжки та вагою до 148 кг. Середній термін життя риб — 40 років, можуть доживати до 70 років. Риба має довге торпедоподібне витягнуте тіло зі схожими на кліщі або великий дзьоб щелепами, засіяними декількома рядами іклоподібних гострих зубів. Тіло вкрите міцною лускою ромбоподібної форми. Забарвлення сріблясто-зелене. Черево жовте або біле. Очі відносно невеликі, круглі. Спинний і анальний плавники розташовані в задній частині тіла, хвостовий плавник несиметричний. Великі опуклі очі забезпечують рибі бінокулярний зір і майже круговий огляд.

## Спосіб життя
Панцирник міссісіпський мешкає в теплих річках, озерах і затоках. Віддає перевагу стоячим або уповільненим каламутним водам і місцях з рясною водною рослинністю. Він є невибагливою рибою і завдяки своїй можливості дихати ротом, може виживати в водах з дуже несприятливим кисневим режимом. Панцирник міссісіпський без проблем переносить солонувату воду, внаслідок чого ця риба трапляється в солончакових болотах і солонуватих гирлах великих річок. Риба є повільним хижаком-одинаком, який полює із засади й може харчуватися протягом усього дня, але особливо активний в темний час доби. Живиться переважно дрібною рибою. У раціон входять також черепахи, краби і ракоподібні, а також птахи і дрібні ссавці, зрідка може поїдати падаль.